# Suak Seumaseh
Suak Seumaseh is een bestuurslaag in het regentschap Aceh Barat van de provincie Atjeh, Indonesië. Suak Seumaseh telt 247 inwoners (volkstelling 2010).